# I Stay Away
I Stay Away è un singolo del gruppo rock statunitense Alice in Chains, pubblicato nel 1994 ed estratto dall'EP Jar of Flies.

## Formazione
Gruppo
- Layne Staley – voce
- Jerry Cantrell – chitarra, voce
- Mike Inez – basso
- Sean Kinney – batteria, percussioni

Altri musicisti
- April Acevez – viola
- Rebecca Clemons-Smith – violino
- Matthew Weiss – violino
- Justine Foy – violoncello

## Classifiche
| Classifica (1994)             | Posizione massima |
| ----------------------------- | ----------------- |
| Stati Uniti (mainstream rock) | 10                |